# Galepso (Calcídica)
Galepso (en griego Γαληψόσ, en latín Galepsus) o Gale (Γάλη) fue una antigua ciudad griega, situada en la península de Sitonia, la central de las tres penínsulas de Calcídica, en Tracia. El gentilicio es galepsios (Γαλήψιος) o galeos (Γαλαῖος), posiblemente derivado del topónimo *Γάλη.

## Geografía
Estaba emplazada a orillas del Golfo Singítico, el cual separa dicha península de la de Acté, la más occidental de las de Calcídica. Su localización no es segura y debió estar a unos 8 km al norte de Torone, Heródoto sitúa Gale(pso) entre Torone y Sermile. Zahrnt la localiza al sur de Neos Marmaras.

## Historia
Galepso suministró tropas y barcos al rey persa Jerjes I en el año 480 a. C.
Fue miembro de la Liga delo-ática. Los galeos o galepsios pertenecían al distrito de Tracia de dicha Liga y aparecen registrados por primera vez en 436/435 a. C. en las listas de tributos (phoroi), y en los siguientes tres años. El phoros que pagó en dicho año fue 5000 dracmas, que disminuyó a 3000 en los años 434/433 y 433/432 a. C. El hecho de no aparecer en la lista de tributos a partir de 432/431 a. C., tal vez se deba a su participación en la revuelta contra la Liga originada en 432 a. C. en Potidea, y que se extendió además de la nombrada, a Espartolo y Olinto, a otras polis calcideas y botieas como Meciberna, Escapsa, Asera, Piloro, Galepso y Singo, etc. Presumiblemente fue una de las polis que tomó parte en el sinecismo de Olinto en dicho año, ya que según Tucídides «los calcideos fueron inducidos por el rey macedonio Pérdicas II, a abandonar sus ciudades, destruir las de la costa, e ir a establecerse en Olinto, tierra adentro».